# Spinning mule

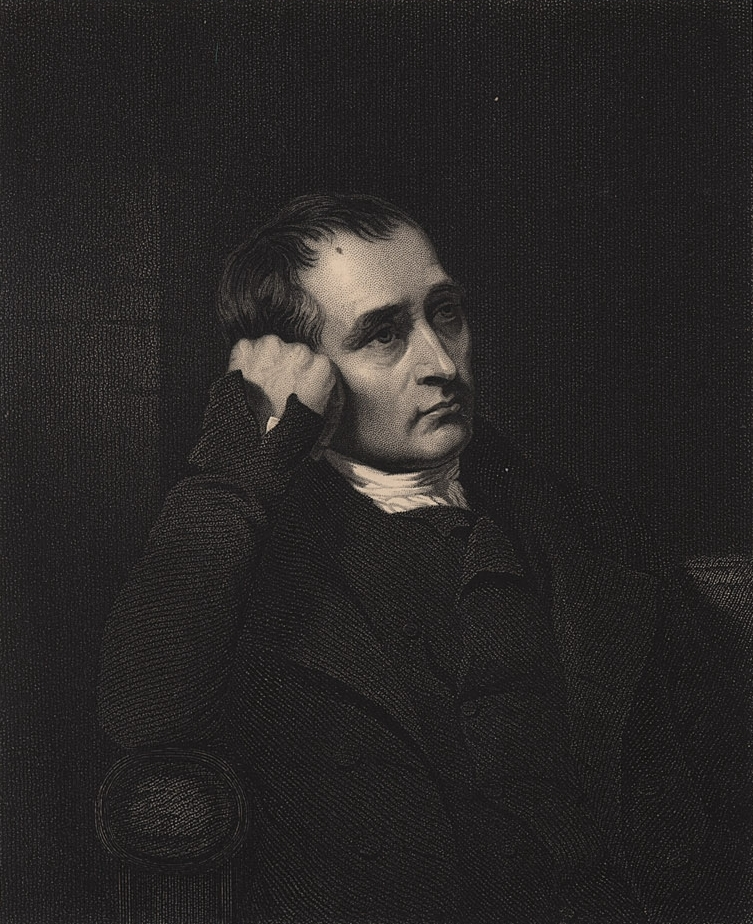
Vynálezce Samuel Crompton (1753-1827)

Spinning mule je historický dopřádací stroj, který vynalezl Angličan Samuel Crompton v letech 1775-1779.

## Konstrukce stroje
Stroj (viz model na snímku vpravo) má
- pevnou část s rámem na přástové cívky a průtahovým ústrojím a

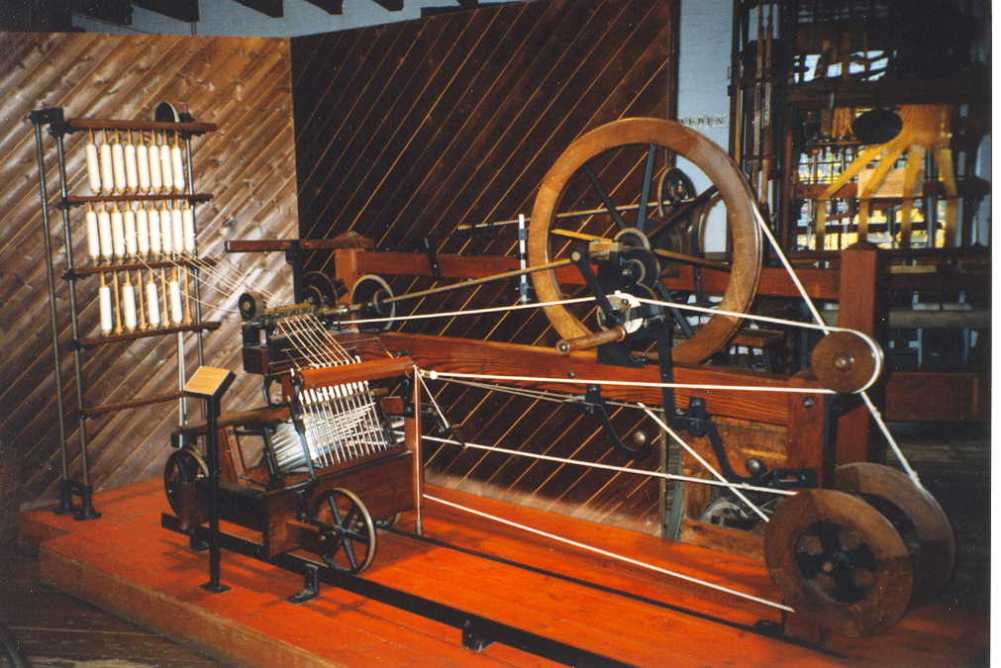
Model spinning mule z muzea v německém Wuppertalu

- pojízdnou lavici (vůz) se vřeteny a cívkami na hotovou přízi, která vykonává několikrát za minutu vratný pohyb na vzdálenost cca 1,5 m od pevné části stroje a zpět.

## Proces výroby příze
Přást se zjemňuje ve válečkovém průtahovém ústrojí (vynález Paula a Wyaetta z roku 1738) a materiál je veden k rotujícímu vřetenu. Během oddalování vřetenové lavice dochází k vlastnímu předení – stužka vláken se dále zjemňuje (asi o 10 %) a zakrucuje. Po dobu zpětného chodu lavice s vřeteny se zastaví běh průtahového ústrojí a příze se navíjí na cívku.

## Obsluha a použití stroje
Na původních strojích stavěných (z velké části ze dřeva) až se 48 vřeteny s otáčkami do 1700 za minutu se daly vyrábět velmi jemné (asi do 15 tex), stejnoměrné příze s výkonem do 1 g/sph (gram na vřetenovou hodinu).
Obsluha mule (česky mezek) byla však velmi náročná na tělesnou zdatnost (přadlák musel mimo jiné vlastní silou s výkonem asi 50 W pohybovat vůz s vřetenovou lavicí) a profesionální zkušenost. 
Stroj se používal v původní formě i pro domácké předení a později, s větším počtem vřeten poháněných vodním kolem, asi do poloviny 19. století k tovární výrobě. (Např. v roce 1812 mělo být v provozu 4-5 milionů vřeten ). Potom byl postupně nahrazen plně zmechanizovanou variantou „self-actor“ = selfaktor konstruktéra Robertse.
Např. v brněnských vlnařských přádelnách bylo v polovině 19. století instalováno asi 116 000 vřeten spinning mule, na kterých se vyráběly mykané příze až do jemnosti 29 tex. První selfaktory přišly do Brna teprve v roce 1862.